# Sun Valley (Nevada)
Pour les articles homonymes, voir Sun Valley.
Sun Valley est une census-designated place (CDP) située dans le comté de Washoe, au Nevada.